# ایزابل آجانی
ایزابل یاسمین آجانی (به فرانسوی: Isabelle Yasmine Adjani) (زادهٔ ۲۷ ژوئن ۱۹۵۵) هنرپیشه اهل فرانسه است.
آجانی از آغاز فعالیت هنری‌اش در دههٔ ۱۹۷۰ میلادی تاکنون در بیش از ۳۰ فیلم سینمایی نقش‌آفرینی کرده و تابه‌حال ۴ جایزهٔ سزار دریافت کرده‌است. او همچنین تابه‌حال ۲ مرتبه نامزد دریافت جایزهٔ اسکار بهترین بازیگر زن بوده‌است.

## زندگی و کار

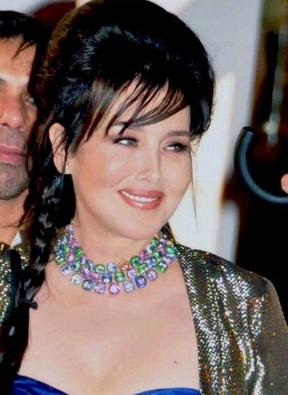
ایزابل آجانی در سی و پنجمین دوره جوایز سزار. فوریه ۲۰۱۰.

ایزابل آجانی در ۲۷ ژوئن ۱۹۵۵ در پاریس زاده شد. پدرش الجزایری و مادرش آلمانی بود.
در دوازده سالگی برنده یک جایزه دکلمه شد و از آن پس روی صحنه می‌رفت.
برای نخستین بار در سن چهارده سالگی (۱۹۶۹) وقتی شاگرد مدرسه بود، جلوی دوربین رفت و کارنامه سینمائیش با بازی در یک فیلم کودکان به نام غرغروی کوچولو شروع شد که در ایام تعطیلات تابستانی تحصیلی، در آن به ایفای نقش پرداخت.
ایزابل آجانی حرفه بازیگری را از صحنه تئاتر شروع کرد و نخستین بار در سال ۱۹۷۰ تحت هدایت روبر حسین روی صحنه تئاتر شهر نیس رفت و در نمایشنامه خانه برنارد آلبا، اثر فدریکو گارسیا لورکا، بازی کرد.
در سن هفده سالگی (۱۹۷۲) پس از فیلم فوستین و تابستان زیبا که در آن همراه دیگر هنرپیشه هم نسل خود ایزابل هوپر، ایفای نقش داشت و در حالی که آموزش کلاسیک بازیگری ندیده بود، به عضویت کمدی فرانسز درآمد و منتقدان به ستایش وی پرداختند و از این رو وی از معدود بازیگران تئاتر فرانسه است که علی‌رغم فقدان تحصیلات آکادمیک در رشته هنرهای نمایشی، موفق شد به عضویت این نهاد بسیار معتبر درآید.
با ایفای نقش در اجراهایی از نمایشنامه‌های مولیر، فدریکو گارسیا لورکا و ژان ژیرودو به شهرت رسید و کارنامه تئاتریش را ساخت.
آغاز فعالیت بازیگریش نیز در تلویزیون با فیلم زاز فلامان (روبر واله) در سال ۱۹۷۲ بود و بعد نیز بدون تحصیلات آکادمیک در رشته‌های هنرهای نمایشی به اتفاق برنار بلیه در اجرای کمدی فرانز در اقتباسی تلویزیونی از مدرسه زنان، اثر مولیر به کارگردانی ریمون رولو ظاهر شد که به مناسبت سیصدمین سالگرد این نمایشنامه‌نویس بزرگ فرانسه برگزار می‌شد. سپس در نمایشنامه‌ای به همین نام اثر ژیرودو در نقش شخصیت اوندین ظاهر شد. از آن به بعد فعالیتش را در سینما متمرکز کرد و بخاطر نقش دختر جوان در فیلم سیلی (با شرکت آنی ژیراردو و لینو وانتورا) به عنوان خوش آتیه‌ترین بازیگر زن، جایزه _سوزان بیانکنی_ را از آن خود کرد.
از طرف کمدی فرانسز به او پیشنهاد یک قرارداد بیست ساله شد. اما او در عوض به پیشنهاد فرانسوا تروفو که او را برای بازی در نقش اول سرگذشت آدل ه.۱۹۷۵ (میلادی) برای شخصیت دختر عاشق و بخت برگشته ویکتور هوگو برگزیده بود، پاسخ مثبت داد و در دنیای سینما نیز به موفقیت و محبوبیت بسیاری رسید و نامزد _جایزه اسکار بهترین بازیگر نقش اول زن_ شد و _منتقدان فیلم نیویورک_ نیز جایزه بهترین بازیگری نقش اول زن را به او اعطا کرد و از این جهت وی شهرت بین‌المللی اش را مدیون ایفای این نقش است.
برای ایزابل آجانی، خوش عکسی رمز اصلی موفقیت بوده‌است.
چهره او سوژه بی‌انتهایی برای انبوهی از عکس‌ها بوده که همه روی زیبایی توأم با اندکی غرابت و کیفیت دست نیافتنی و انگار انتزاعی آن، متمرکز بوده‌اند، با حالت‌های غیرعادی، اغلب در حال شکلک درآوردن، بدون جنبه‌های اروتیک و با تأکید بر یک جذابیت کودکانه، انگار همیشه جوان و معصوم و پاک و رؤیایی. این فیزیک مناسب و سینمایی، در فیلمی مثل سرگذشت آدله در نقش خود بسیار خوش می‌نشیند. در نقش دختر پریده رنگ، لاغر اندام و سودایی ویکتور هوگو که به قول معروف سرش در آسمان‌ها و پاهایش روی زمین است و جلوی چشم ما از رنج عشقی یک طرفه و چنان رمانتیک که در خور رمان‌های پدرش است، تحلیل می‌رود و کارش به سرگردانی و جنون می‌کشد.
معصومیت دخترانه چهره‌اش و طراحی لباس و گریم استادانه، او را در نقش این سیندرلای ناکام قرن نوزدهمی بس متقاعدکننده، نشان می‌دهد. او جزئی از فضای تاریخی فیلم می‌شود.
او نه یک شمایل خشک و شق و رق تاریخی است و نه یک ستاره معاصر که نتوان در نقش آدم یک قرن پیش تصورش کرد.
برای مقصود تروفو، یک برداشت امروزی از یک سرگذشت دیروزی، کاملاً انتخاب بجایی بود.
تروفو از بازسازی یک مستند – شرح حال پرهیز کرد و به آجانی آزادی کامل داد تا روح و ذهن زنی را به نمایش بگذارد که در انزوای مطلق زندگی می‌کند، می‌کوشد به وسیله افکارش نجات یابد و در عین حال خاطرات روزانه‌اش را از واقعیت جهان اطرافش به رشته تحریر درمی‌آورد. اجرای نقش آجانی بسیار جذاب و در ارائه خودانگیختگی دختر جوان بسیار موفق بود؛ ولی تمپوی سست فیلم، ریشه ادبی اش و فقدان آشکار قدرت موشکافی در بازیگری چنین جوان، موجب شد تا آجانی نتواند شخصیتی واقعاً قانع‌کننده و زنده خلق کند که قادر باشد علاقه‌ای عمیق در تماشاگر نسبت به سرنوشت تراژیک آدل به‌وجود آورد.
با این وجود، پس از این نقش بلندپروازانه، کارگردان‌های بسیاری خواهان حضور وی در فیلم‌هایشان شدند و تا سال‌ها بعد ستاره سینمای فرانسه و اروپا به‌شمار می‌آمد، در حالی که در _سینمای آمریکا_ به جایی نرسید.
در فیلم مستأجر (۱۹۷۶) ساخته رومن پولانسکی در نقش دختر اسرارآمیزی که نمی‌تواند کمکی به قهرمان روان‌پریش رومن پولانسکی کند، خوش درخشید.
در سال ۱۹۷۷ در فیلم باروکو ظاهر شد.
نخستین نقش آمریکایی اش در فیلم نوآر راننده (۱۹۷۸) در نقش یار وفادار رایان اونیل در ماجراجویی‌های کینه ورزانه‌اش، چندان جالب توجه نبود. با وجود حضور در فیلم‌هایی چون مستأجر و راننده به دام وسوسه ستاره بین‌المللی شدن نیفتاده و عمدتاً در فرانسه باقی‌مانده‌است.
فیلم ویولت و فرانسوا (۱۹۷۷) و فیلم نوسفراتو (۱۹۷۹) که تفسیر هرتزوگ بود بر اثر کلاسیک مورنا و فیلم خواهران برونته (۱۹۷۹)، هیچ امکانی برای بروز کیفیات استثنایی آجانی بازیگر به‌وجود نیاوردند. در واقع تمامی این فیلم‌ها و حتی فیلم کوارتت (۱۹۸۱)، فقط به کیفیات استتیک و فتوژنیک وی تأکید داشتند.
اما بعد از چندی آجانی به بلوغ بازیگری اش رسید. در اوایل دهه ۱۹۸۰، به نظر می‌رسید که وی به آرامش و قراری دست یافته و در مقابل دوربین اعتماد به نفس نشان می‌داد. در فیلم سراپا شور و شوق (۱۹۸۲) به خوبی توانست در مقابل ایو مونتان عرضه اندام کند.
در دهه هشتاد که مطلقاً ارتباطمان در ایران با تصویر سینمایی او قطع شده، در مجامع سینمایی فرانسه جایزه باران شده‌است و چنان‌که پیداست ستاره اقبالش روز به روز درخشانتر می‌شود. هرچند در اینجا تصویر ذهنی او پیوندی ناگسستنی با پرتره آدل هوگوی سراسیمه، خجالتی، بی کس و کار و تنها یافته‌است، که اسیر احساسات خود، به باقی دنیا و واکنش‌هایشان بی اعتنا است. در بقیه فیلم‌ها هم او خصائص یک انتلکتوئل منزوی و دور از دسترس را بروز می‌دهد. گویی قرار است جانشینی اسلاف خود در سنت ستاره زن / شمایل ملی در فرانسه شود که قبلاً آن را تجربه کرده‌اند.
در سال ۱۹۸۱ میلادی برنده جایزه _بهترین بازیگری سزار_ و _جایزه جشنواره کن_ برای فیلم زیرسلطه و نیز برنده _جایزه جشنواره کن_ برای فیلم گروه چهار نفره شد. در این سال همچنین فیلم تسخیر (آندره ی زولاوسکی) وی را برنده _جایزه نخل طلا بهترین بازیگر زن جشنواره کن_ و نیز _جایزه سزار بهترین بازیگر زن_ شد و فیلم کوارتت (جیمز آیوری) برایش _نخل طلا بهترین بازیگر زن جشنواره کن_ به ارمغان آوردند.
فیلم مدار مرگبار در سال ۱۹۸۳ میلادی استعداد آجانی به عنوان بازیگر را تردیدناپذیر کرد. وی توانست غنایی در شخصیت پردازی عرضه کند که تا قبل از آن هرگز امکان بروزش را نیافته بود و در همین سال، نقش آفرینی اش در قالب دختری تباه شده که در پی راز تولدش است در ساخته ژان بکر یک تابستان مرگبار، ستایش منتقدان و تماشاگران را در پی داشت. فیلم در جشنواره کن آن سال عرضه شد و علی‌رغم نظرهای ضد و نقیضی که برانگیخت، آجانی را صاحب دومین _بهترین بازیگر جایزه سزار_ کرد. دیگر همگان ایزابل آجانی را به عنوان بازیگر زن پذیرفتند.
در فیلم کامیل کلودل (سال ۱۹۸۷)، در نقش مجسمه‌سازی که دلباخته هنر و جسارت اوگوست رودن (با بازی ژرار دو پارادیو) است، بازی باشکوهی ارائه داد و توانست نقش پیچیده زن نیمه هنرمند-نیمه مجنون را به زیبایی هر چه تمامتر ایفا کند و برنده جایزه _بهترین بازیگری سزار_ و جایزه _بهترین بازیگری خرس نقره جشنواره برلین_ و نیز نامزد _جایزه اسکار بهترین بازیگر نقش اول زن_ برای این فیلم شد.
در فیلم ملکه مارگو (سال ۱۹۹۴ میلادی) با اینکه تقریباً چهل ساله بود، چنان جوان و ملیح جلوه کرد که گویی گذشت زمان بر او کوچکترین تأثیری نگذاشته‌است. نقش شخصیت متناقض و پر از ظرافت مارگو را با آن همه روابط پیچیده با برادران، شوهر و محبوبش، جز آجانی بازیگر دیگری نمی‌توانست بر پرده به تصویر بکشد و برای همین فیلم برنده جایزه بهترین بازیگری سزار شد.
آجانی به زعم اغلب منتقدان سینما و تئاتر، پدیده نسل خودش و، حداقل طی سه دهه آخر قرن بیستم، مهم‌ترین بازیگر زن پرده و صحنه فرانسه بود. به‌خصوص به خاطر ایفای نقش کوچکترین دختر ویکتور هوگو که در پی عشق افسری انگلیسی کارش به جنون می‌کشد، غیرعادی‌ترین شخصیت زن سینمایی پس از ژان مورو خوانده شده‌است. او معجونی است از ملاحت، اقتدار، مدرنیسم و کلاسیسم.
دیوید تامسن او را مناسب‌ترین بازیگر برای ایفای نقش سارا برنار می‌داند و معتقد است در لباس هر دوره ای، تماشاگر را وادار می‌کند دنیای آن دوره را جوری باور کند که گویی در زمان حال می‌گذرد.
ایزابل آجانی را به دلیل بلندپروازی و تبلیغاتی که در اطراف خود به پا کرده، یک ستاره ذاتاً فرانسوی می‌شناسند.

## زندگی شخصی
وی دارای دو پسر است که یکی از برونو نویتن (فیلمبردار و کارگردان) به نام بارنابه نویتن (آهنگساز) است و دیگری از دانیل دی لوییس (بازیگر) است.

## فیلم‌شناسی
| سال  | فیلم                                   | نقش                     | کارگردان                                 | توضیحات |
| ---- | -------------------------------------- | ----------------------- | ---------------------------------------- | --- |
| ۱۹۷۰ | مهاجر کوچک                             | رز                      | برنار توبلان میشل                        | |
| ۱۹۷۲ | فوستین و تابستان زیبا                  | کامی                    | نینا کمپانز                              | |
| ۱۹۷۳ | مدرسه زنان                             | اگنس                    | ریموند رولو                              | فیلم تلویزیونی تهیه‌شده توسط کمدی-فرانسز |
| ۱۹۷۴ | خسیس                                   | ماریان                  | ذنه لوکو                                 | فیلم تلویزیونی تهیه‌شده توسط کمدی-فرانسز |
| ۱۹۷۴ | راز فلاماندها                          | ماریا                   | روبر والی                                | فیلم تلویزیونی |
| ۱۹۷۴ | سیلی                                   | ایزابل دولان            | کلود پینوتو                              | برنده جایزه دیوید دی دوناتلو بهترین بازیگر زن |
| ۱۹۷۴ | آریان                                  | آریان                   | پی یر ژان دو سن بارتولومه                | |
| ۱۹۷۵ | داستان آدل هوگو                        | آدل هوگو                | فرانسوا تروفو                            | برنده جشنواره فیلم کارتاگنا برنده دیوید دی دوناتلو برنده جایزه هیئت ملی بازبینی فیلم برای بهترین بازیگر زن برنده جایزه بهترین بازیگر زن انجمن ملی منتقدان فیلم برنده جایزه حلقه منتقدان فیلم نیویورک برای بهترین بازیگر نقش اول زن نامزد جایزه اسکار بهترین بازیگر نقش اول زن نامزد جایزه سزار بهترین بازیگر نقش اول زن |
| ۱۹۷۵ | اوندین                                 | اوندین                  | ریموند رولو                              | فیلم تلویزیونی |
| ۱۹۷۶ | مستاجر                                 | استلا                   | رومن پولانسکی                            | |
| ۱۹۷۶ | باروکو                                 | لور                     | آندره تشینه                              | نامزد جایزه سزار بهترین بازیگر نقش اول زن |
| ۱۹۷۷ | ویولت و فرانسوا                        | ویولت کلو               | ژاک روفیو                                | |
| ۱۹۷۸ | راننده                                 | نوازنده                 | والتر هیل                                | |
| ۱۹۷۹ | نوسفراتو، خون‌آشام                      | Lucy Harker             | ورنر هرتسوک                              | برنده جایزه بامبی |
| ۱۹۷۹ | خواهران برونته                         | امیلی برونته            | آندره تشینه                              | |
| ۱۹۸۱ | کلارا و آدمهای خوب                     | کلارا                   | ژاک مونه                                 | |
| ۱۹۸۱ | تسخیر                                  | آنا/هلن                 | آندژی ژووافسکی                           | برنده جایزه بهترین بازیگر زن جشنواره کن برنده جایزه سزار بهترین بازیگر نقش اول زن |
| ۱۹۸۱ | کوارتت                                 | ماریا زلی               | جیمز آیووری                              | برنده جایزه بهترین بازیگر زن جشنواره کن |
| ۱۹۸۱ | سال آینده ... اگر همه چیز خوب پیش برود | ایزابل مارشال           | Jژان لو اوبر                             | |
| ۱۹۸۲ | همه آتش، همه شعله                      | پولین ولانس             | ژان پل راپنو                             | |
| ۱۹۸۲ | آخرین فیلم ترسناک                      | خودش                    | دیوید وینترز                             | |
| ۱۹۸۲ | آنتونیتا                               | آنتوانتا ریواس مرکادو   | کارلوس سائورا                            | |
| ۱۹۸۳ | گشت و گذار مرگبار                      | کاترین لری/لوسی, 'ماری' | کلود میلر                                | |
| ۱۹۸۳ | یک تابستان مرگبار                      | الیان معروف به الی      | ژان بکر                                  | برنده جایزه سزار بهترین بازیگر نقش اول زن |
| ۱۹۸۴ | پول مارین                              |                         | لوک بسون                                 | فیلم کوتاه |
| ۱۹۸۵ | مترو                                   | النا                    | لوک بسون                                 | نامزد جایزه سزار بهترین بازیگر نقش اول زن |
| ۱۹۸۶ | تو پلکان قشنگی داری، می دونی           | ایزابل                  | انیس واردا                               | کوتاه |
| ۱۹۸۷ | ایشتار                                 | شیرا اسل                | الین می                                  | |
| ۱۹۸۸ | کامی کلودل                             | کامی کلودل              | برونو نویتن                              | برنده جایزه سزار بهترین بازیگر نقش اول زن برنده خرس نقره‌ای برای بهترین بازیگر زن در برلین نامزد جایزه اسکار بهترین بازیگر نقش اول زن |
| ۱۹۹۰ | سواران باد                             | راوی                    | ماری ژاول دو پونشویل فرانتس کریستوف ژیرک | |
| ۱۹۹۳ | کار مسموم                              | پنلوپ                   | فیلومن اسپوزیتو                          | |
| ۱۹۹۴ | ملکه مارگو                             | مارگو                   | پاتریس شرو                               | برنده جایزه سزار بهترین بازیگر نقش اول زن |
| ۱۹۹۶ | شیاطین                                 | میا باران               | جرمیا اس. چچیک                           | |
| ۱۹۹۸ | پاپاراتزی                              | خودش                    | آلن بربریان                              | |
| ۱۹۹۹ | شب بخیر                                | ایوت                    |                                          | |
| ۲۰۰۲ | زن نادم                                | شارلوت/لیلا             | لیتیتا ماسون                             | |
| ۲۰۰۲ | آدولف                                  | النور                   | بنوآ ژکو                                 | برنده جایزه بهترین بازیگر زن فستیوال فیلم رومانتیک کابورگ |
| ۲۰۰۳ | سفر خوش                                | ویوین دنور              | ژان پل راپنو                             | |
| ۲۰۰۳ | آقا ابراهیم و گلهای قرآن               | ستاره                   | فرانسوا دوپرو                            | |
| ۲۰۰۸ | فیگارو                                 | کنتس آلماویوا           | ژاک وبر                                  | |
| ۲۰۰۸ | روز دامن                               | سونیا برژراک            | ژان پل لیلینفلد                          | برنده جایزه سزار بهترین بازیگر نقش اول زن برنده جایزه روشناییها برای بهترین بازیگر زن برنده گوی بلورین برای بهترین بازیگر زن |
| ۲۰۱۰ | ماموت                                  | عشق گمشده سرژ           | گوستاو دو کرورن بنوا دلپین               | حضور در شصتمین فستیوال بین المللی فیلم برلین |
| ۲۰۱۱ | عایشه                                  | دکتر اسوسا              | یامینا بن گیگی                           | مجموعه تلویزیونی (قسمت: "شغل به هر قیمت") |
| ۲۰۱۱ | به زور                                 | کلارا دامیکو            | فرانک هنری                               | |
| ۲۰۱۲ | دیوید و خانم هانسن                     | خانم هانسن برگمن        | الکساندر استیه                           | |
| ۲۰۱۳ | عشق در پاریس                           | ماری الیز               | پرم راج                                  | فیلم بالیوود |
| ۲۰۱۴ | زیر دامن دخترها                        | Lili                    | اودره دانا                               | |
| ۲۰۱۶ | کارول ماتیو                            | کارول ماتیو             | لویی ژولین پوتی                          | |
| ۲۰۱۷ | به مامورم زنگ بزن!                     | خودش                    | ژان هری                                  | مجموعه تلویزیونی (قسمت ۱) |
| ۲۰۱۸ | دنیا مال توست                          | دنی                     | رومن گاورا                               | |